# Gone With The Wind (musical)
Gone With the Wind (O Vento Levou em português) é um musical baseado no livro de mesmo nome.A  música e letra são de Margaret Martin, e o libreto foi adaptado por Sir Trevor Nunn.
Começou as prévias em 5 de abril de 2008 e inaugurado oficialmente no New London Theatre em Londres, West End em 22 de Abril de 2008. A produção foi dirigida por Sir Trevor Nunn e contou com sets por John Napier e figurinos por Andreane Neofitu. Darius Danesh e Jill Paice estrelaram como Rhett Butler e Scarlett O'Hara, respectivamente. O show foi produzido por Aldo Scrofani, Colin Ingram , Gary McAvay e o Nederlander Producing Company. A produção foi encerrada em 14 de junho de 2008, depois de apenas 79 performances por causa da má recepção da crítica.

## Sinopse
A história se passa na Georgia do século XIX, no período da Guerra Civil e da Reconstrução. A história se concentra em Scarlett e em seus amantes.

## Elenco daWest End/Direção

### Elenco
- RHETT BUTLER - Darius Danesh
- SCARLETT O’ HARA - Jill Paice
- ASHLEY WILKES - Edward Baker-Duly
- MELANIE HAMILTON - Madeleine Worrall
- MAMMY - NaTasha Yvette Williams
- PRISSY - Jina Burrows
- GERALD O’HARA - Julian Forsyth
- ELLEN O’HARA - Susannah Fellows
- PORK - Ray Shell
- DILCEY - Jacqueline Boatswain
- UNCLE PETER - Leon Herbert
- BIG SAM - Chris Jarman
- MRS MERRYWEATHER - Susan Tracy
- JOHN WILKES - Jeff Shankley
- MRS MEADE - Kathryn Akin
- AUNT PITTYPAT - Susan Jane Tanner
- FRANK KENNEDY - Alan Vicary
- CHARLES HAMILTON - David Roberts
- CADE CALVERT - Alan Winner
- STUART TARLETON - Gareth Chart
- BRENT TARLETON - Tom Sellwood
- SUELLEN O’HARA - Emily Bryant
- CAREEN O’HARA - Gemma Sutton
- INDIA WILKES - Kirsty Hoiles
- DIMITY MUNTO - Laura Checkley
- HONEY - Lorraine Chappell
- CATHERINE - Savannah Stevenson
- TONY FONTAINE - Derek Hagen
- COOKIE - Jenessa Qua
- JONAS WILKERSON - Tober Reilly
- PAUL WILSON - Ian Conningham
- PROPHET - Horace Oliver
- SWING - Chloe-Jean Bishop
- SWING - Nolan Frederick
- SWING - Rosalind James
- SWING - Christopher Ragland

### Direção
- Produtores
  - Aldo Scrofani
  - Colin Ingram
  - Gary McAvay
  - Nederlander Producing Company

- Escritores
  - Novela - Margaret Mitchell
  - Letras e Livro - Margaret Martin adapted by Trevor Nunn
  - Música - Margaret Martin

- Designer - John Napier
- Designer das Fantasias - Andreane Neofitou
- Designer de iluminação - Neil Austin
- Designer de Som - Paul Groothuis
- Diretor de movimento - David Bolger
- Director Musical - David White
- Orquestra - William David Brohn
- Supervisão Musical & Arranjos - Gareth Valentine
- Dirigido por - Trevor Nunn